# الک جکسون (بازیکن فوتبال، زاده ۱۹۳۷)
الک جکسون (انگلیسی: Alec Jackson؛ زادهٔ ۲۹ مهٔ ۱۹۳۷) بازیکن فوتبال اهل بریتانیا است.
از باشگاه‌هایی که در آن بازی کرده‌است می‌توان به باشگاه فوتبال وست برومویچ آلبیون، باشگاه فوتبال والسال، باشگاه فوتبال نانیتون تاون، باشگاه فوتبال کیدرمینستر هاریرس، باشگاه فوتبال بیرمنگام سیتی، و باشگاه فوتبال دارلاستون اشاره کرد.